# Villa di Licinio Lucullo
La Villa di Licinio Lucullo era una villa romana di Lucio Licinio Lucullo edificata nel I secolo a.C. a Napoli.
L'estensione della villa andava dall'isolotto di Megaride fino al monte Echia sul lato sud e, molto probabilmente, stando agli ultimi rinvenimenti archeologici, sul lato sud-est anche fino al circondario del Maschio Angioino, nei pressi di piazza Municipio.
La villa era dotata di laghetti di pesci e di moli che si protendevano sul mare, di una ricchissima biblioteca, di allevamenti di murene e di alberi di pesco importati dalla Persia, che per l'epoca erano una novità assieme ai ciliegi che il generale aveva fatto arrivare da Cerasunto. La villa divenne così celebre per i suoi banchetti, tanto che ancora oggi esiste un aggettivo in lingua italiana "luculliano", che sta ad indicare un pasto particolarmente abbondante e delizioso.

## Descrizione

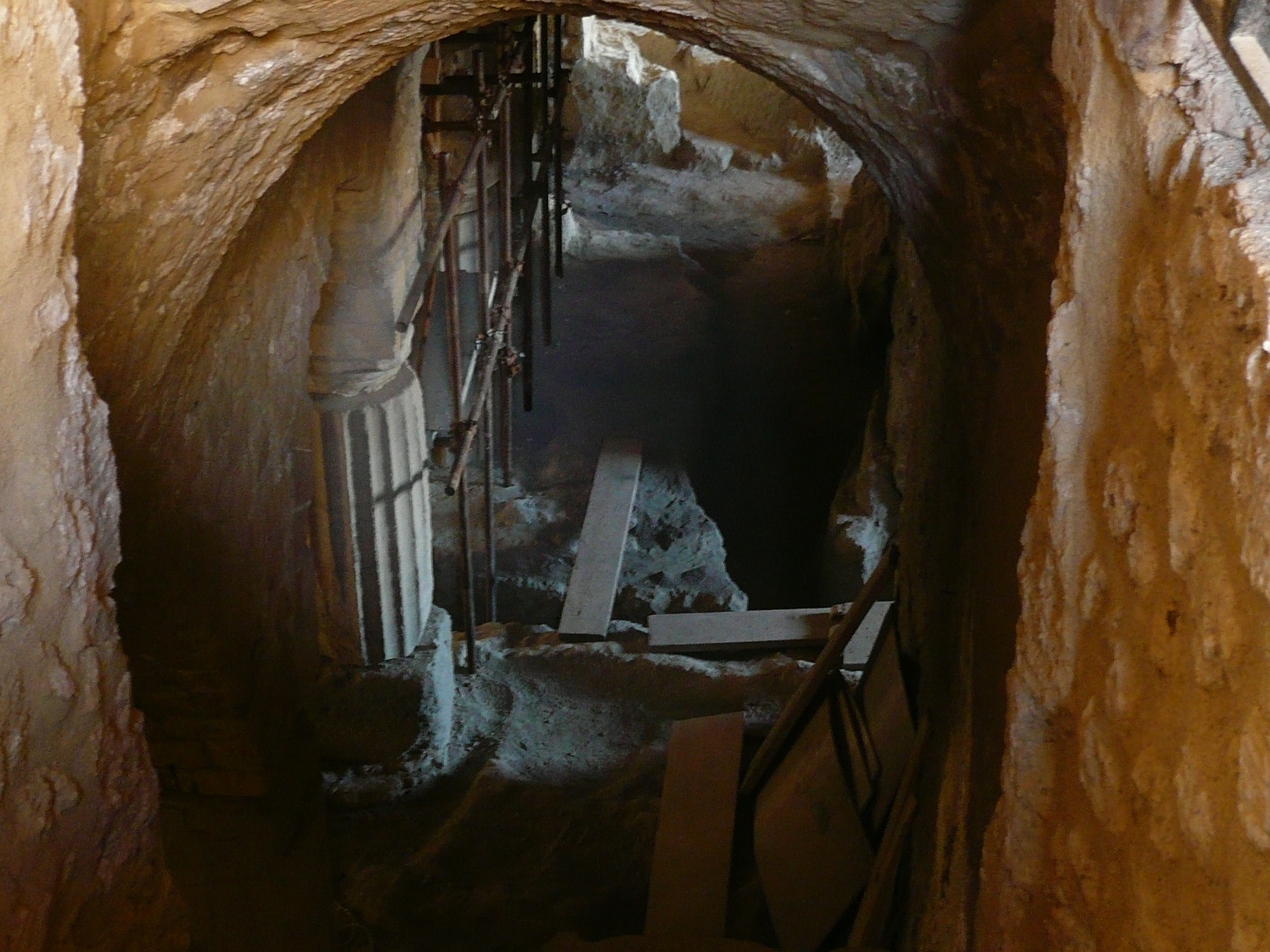
Scorcio della "sala delle colonne" del castel dell'Ovo

Questa architettura antica, data la sua enorme dimensione, è visibile in diversi punti della città di Napoli. Il nucleo più ampio e forse anche più rilevante è quello posto nei sotterranei del castel dell'Ovo, mentre altre tracce della struttura sono visibili sulla collina di Pizzofalcone e molte di esse nei pressi di piazza Municipio, grazie agli ultimi ritrovamenti.
Nel sottosuolo del castel dell'Ovo, vi è la cosiddetta "sala delle colonne", ovvero un antico ambiente della fortezza risalente appunto all'epoca in cui sorgeva sull'isolotto la villa romana di Lucullo. Il nome della sala deriva proprio dalle colonne romane rimaste in piedi.

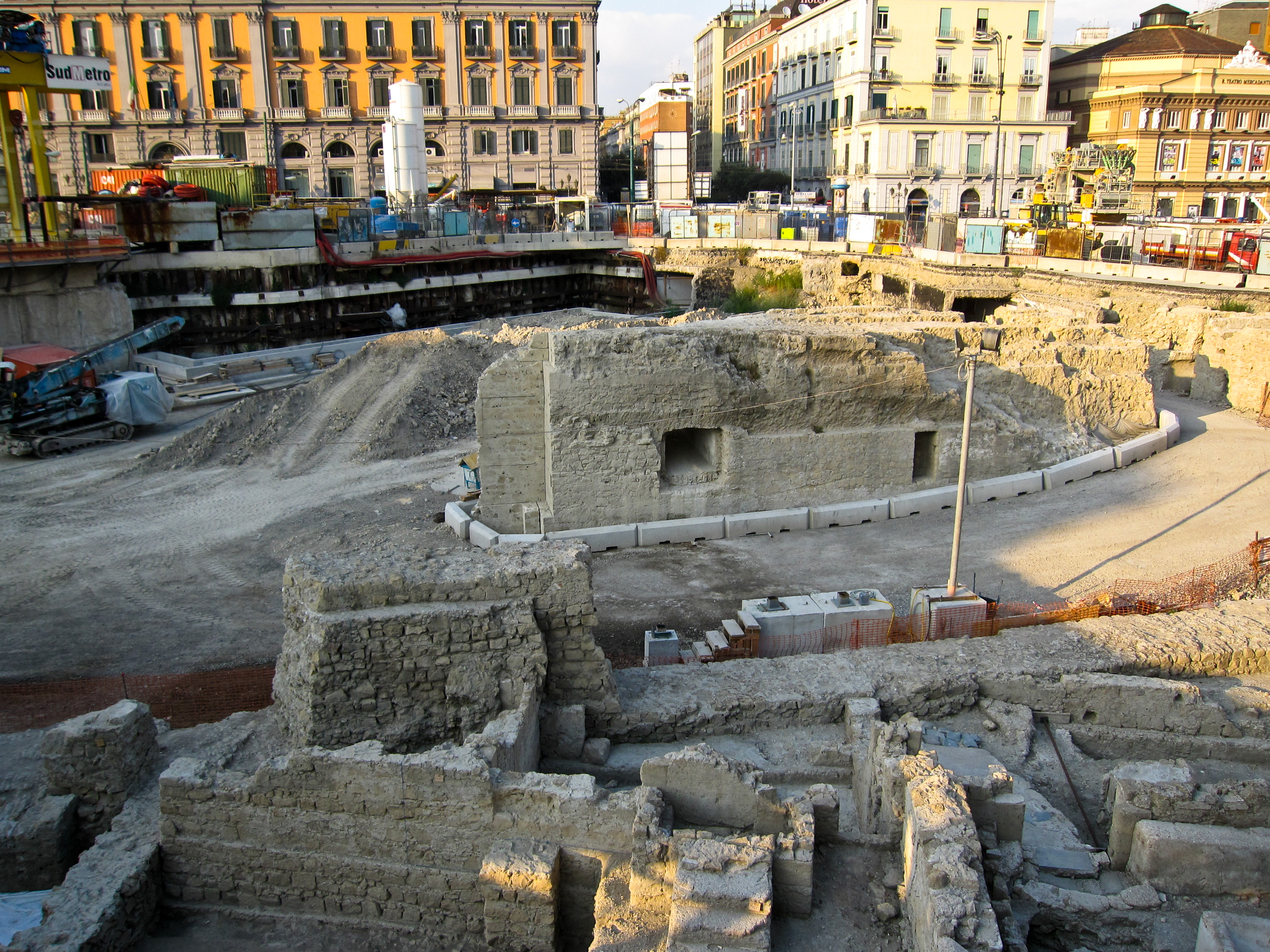
Parte degli scavi di piazza Municipio

Nel corso del tempo la villa ha vissuto comunque rimaneggiamenti che ne hanno fatto perdere sostanzialmente l'antico aspetto sia per mano dell'uomo, che più volte ne ha cambiato la destinazione d'uso modificando tutta l'architettura, sia per le vicissitudini militari susseguitesi nel corso dei secoli e, infine, sia per i vari terremoti che hanno modificato drasticamente la morfologia di quell'area.
Alla morte di Lucullo la villa passa all'imperatore romano, perdendo così di rilevanza, mentre con Valentiniano III, verrà trasformata in una fortezza. Da allora chiamato castellum Lucullanum, questo stato imperiale fu il luogo dell'esilio di Romolo Augustolo, l'ultimo imperatore romano d'Occidente.
Durante il medioevo i monaci bizantini prendono il possesso della villa-fortezza, facendola diventare un monastero. Le sale che edificarono furono fatte sui resti della villa romana, infatti proprio nella sala delle colonne del castel dell'Ovo, costituita da quattro navate con delle volte ad arco rialzato, sono presenti numerose colonne romane che sostengono la struttura.
Altre sale sono state destinate poi negli anni successivi a refettori, a luoghi di scrittura, dove venivano trascritti i libri, o ancora a cimiteri per i monaci.
Ulteriori perdite di tracce della villa avvennero alla fine del X secolo, quando il monastero fu distrutto dagli stessi napoletani per paura che potesse essere utilizzato dai Saraceni come avamposto militare. Dopo questo evento, il castello fu ricostruito dai normanni così come lo vediamo oggi, pur conservando nei sotterranei, non aperti al pubblico, ancora alcuni resti dell'abitazione di Lucullo.
Oltre al castel dell'Ovo, altri resti della villa sono ammirabili nella collina di Pizzofalcone, dove nell'VIII-IX secolo a.C. era stato fondato il primo nucleo della città e nei recenti scavi rinvenuti nei pressi di piazza Municipio.